# Hauptlauf

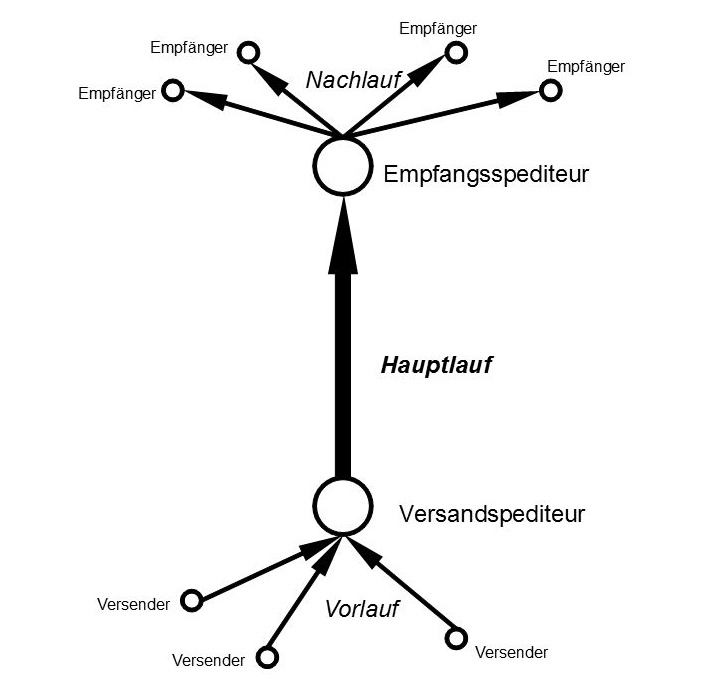
Vorlauf, Hauptlauf und Nachlauf

Der Hauptlauf ist ein Abschnitt der Transport- und Lieferkette im Güterverkehr, bei dem viele Einzelsendungen vom Versandspediteur zu einer Sammelladung zusammengefasst werden. Die Sammelladung wird auf einen LKW, einen Güterzug, ein Binnenschiff, Seeschiff oder Frachtflugzeug verladen und zum Empfangsspediteur befördert. Der Hauptlauf wird entweder von einem fremden Frachtführer oder vom Versandspediteur im Selbsteintritt vollzogen. Der Hauptlauf beginnt in dem Zeitpunkt, in dem der Lkw den Versandspediteur verlässt. Während Vor- und Nachlauf in der Regel mit kleineren Nahverkehrs- und Distributionsfahrzeugen durchgeführt werden, erfolgt der Hauptlauf mit Fahrzeugen des Fernverkehrs, die über eine größere Transportkapazität verfügen.
Auch im kombinierten Verkehr wird in der Abfolge der Transportkette von einem Hauptlauf gesprochen. Hier erfolgt der Vorlauf zum Quellterminal per Lkw, dann der Hauptlauf vom Quellterminal zum Zielterminal mittels Schienenfahrzeug, Binnen- oder Seeschiff, und anschließend der Nachlauf vom Zielterminal zum Empfänger wieder per Lkw.